# 렉킹 크류
렉킹 크류(The Wrecking Crew)는 미국에서 제작된 필 칼슨 감독의 1968년 영화이다. 딘 마틴 등이 주연으로 출연하였고 얼빙 알렌 등이 제작에 참여하였다.

## 출연

### 주연
- 딘 마틴
- 엘크 소머

### 조연
- 샤론 테이트
- 낸시 콴
- 나이젤 그린
- 티나 루이스
- 존 라취
- 존 브라샤
- 위버 레비
- 윌헴 본 홈버그
- 빌 사이토
- 펩퍼 마틴
- 테드 조던
- 데이빗 초우
- 제임스 다리스
- 노엘 드레이튼
- 해리 플리어
- 토니 조르지오
- 조 그레이
- 렉스 홀맨
- 케너 G. 켐프
- 존 코왈
- 제임스 로이드
- 바이런 모로우
- 척 노리스
- 앨런 핀슨
- 바틀렛 로빈슨
- 빌 M. 류사키
- 빈센트 반 린
- 딕 윈슬로

## 제작진
- 원작자: 도널드 해밀턴
- 협력프로듀서: 해롤드 F. 크레스
- 미술: 조셉 C. 라이트
- 의상: 모스 마브리